# Compertrix
Compertrix és un municipi francès, situat al departament del Marne i a la regió del Gran Est. L'any 2007 tenia 1.148 habitants.

## Demografia

### Població
El 2007 la població de fet de Compertrix era de 1.148 persones. Hi havia 440 famílies, de les quals 79 eren unipersonals (36 homes vivint sols i 43 dones vivint soles), 161 parelles sense fills, 179 parelles amb fills i 21 famílies monoparentals amb fills.
La població ha evolucionat segons el següent gràfic:
Habitants censats

### Habitatges
El 2007 hi havia 464 habitatges, 446 eren l'habitatge principal de la família, 1 era una segona residència i 17 estaven desocupats. 453 eren cases i 9 eren apartaments. Dels 446 habitatges principals, 403 estaven ocupats pels seus propietaris, 37 estaven llogats i ocupats pels llogaters i 6 estaven cedits a títol gratuït; 5 tenien dues cambres, 29 en tenien tres, 95 en tenien quatre i 317 en tenien cinc o més. 378 habitatges disposaven pel capbaix d'una plaça de pàrquing. A 187 habitatges hi havia un automòbil i a 233 n'hi havia dos o més.

### Piràmide de població
La piràmide de població per edats i sexe el 2009 era:
| Homes | Edats   | Dones |
| ----- | ------- | ----- |
| 0     | 95 o +  | 0     |
| 0     | 90 a 94 | 4     |
| 12    | 85 a 89 | 8     |
| 4     | 80 a 84 | 0     |
| 28    | 75 a 79 | 16    |
| 20    | 70 a 74 | 44    |
| 36    | 65 a 69 | 32    |
| 24    | 60 a 64 | 44    |
| 20    | 55 a 59 | 24    |
| 60    | 50 a 54 | 52    |
| 48    | 45 a 49 | 64    |
| 36    | 40 a 44 | 44    |
| 28    | 35 a 39 | 44    |
| 20    | 30 a 34 | 16    |
| 20    | 25 a 29 | 20    |
| 24    | 20 a 24 | 36    |
| 44    | 15 a 19 | 20    |
| 32    | 10 a 14 | 32    |
| 28    | 5 a 9   | 24    |
| 24    | 0 a 4   | 8     |

## Economia
El 2007 la població en edat de treballar era de 686 persones, 517 eren actives i 169 eren inactives. De les 517 persones actives 480 estaven ocupades (253 homes i 227 dones) i 36 estaven aturades (21 homes i 15 dones). De les 169 persones inactives 74 estaven jubilades, 52 estaven estudiant i 43 estaven classificades com a «altres inactius».

### Ingressos
El 2009 a Compertrix hi havia 498 unitats fiscals que integraven 1.367 persones, la mediana anual d'ingressos fiscals per persona era de 19.691 €.

### Activitats econòmiques
Dels 23 establiments que hi havia el 2007, 7 eren d'empreses de construcció, 9 d'empreses de comerç i reparació d'automòbils, 1 d'una empresa de transport, 1 d'una empresa immobiliària, 1 d'una empresa de serveis, 1 d'una entitat de l'administració pública i 3 d'empreses classificades com a «altres activitats de serveis».
Dels 10 establiments de servei als particulars que hi havia el 2009, 2 eren tallers de reparació d'automòbils i de material agrícola, 2 fusteries, 2 lampisteries, 1 electricista, 1 empresa de construcció i 2 perruqueries.
L'any 2000 a Compertrix hi havia 5 explotacions agrícoles.

## Equipaments sanitaris i escolars
El 2009 hi havia 1 escola maternal i 1 escola elemental.

## Poblacions més properes
El següent diagrama mostra les poblacions més properes.